# Jean-Philippe Gbamin
Jean-Philippe Gbamin (ur. 25 września 1995 w San Pédro) – francusko-iworyjski piłkarz grający na pozycji pomocnika. Od 2019 roku zawodnik Evertonu F.C..

## Życiorys
Jest wychowankiem RC Lens. W czasach juniorskich trenował także w US Saint-Quentin Blessy i Aire-sur-la-Lys. W 2013 roku został zawodnikiem pierwszego zespołu Lens. W Ligue 1 zadebiutował 9 sierpnia 2014 w przegranym 0:1 meczu z FC Nantes. 13 lipca 2016 odszedł za 5 milionów euro do niemieckiego 1. FSV Mainz 05. W Bundeslidze zagrał po raz pierwszy 27 sierpnia 2016 w przegranym 1:2 spotkaniu z Borussią Dortmund.
W reprezentacji Wybrzeża Kości Słoniowej zadebiutował 4 czerwca 2017 w przegranym 0:5 towarzyskim meczu z Holandią. 